# Volavčica
Volavčica je rijeka u središnjoj Hrvatskoj. Izvire ispod obronaka planine Japetić, najvišeg vrha Samoborskog gorja. U gornjem dijelu toka mještani je nazivaju Draga po mjestu Draga Svetojanska kroz koje prvo protječe, a koje se u srednjem vijeku zvalo Gornje Volavje. U mjestu Brezari pripaja joj se potok Toplica koji nastaje iz termalnog izvora u mjestu Toplica. Nizvodno od Brezara protječe kroz Petrovinu gdje je u 18. stoljeću zagrebački Kaptol sagradio mlin za proizvodnju papira na Volavčici. Rječica je dala ime mjestu Volavje kroz koje zatim protječe uz drevnu crkvu BDM Volavske Sniježne iz 12. stoljeća. 
Lijeva pritoka joj je potok Malunjčica koji se ulijeva kod Novaka Petrovinskih.
Volavčica se kod Domagovića ulijeva u lateralni kanal uz autocestu Zagreb – Rijeka, koji se spaja s rijekom Kupčinom kod Lazine.
Povijesno, prije izgradnje autoceste koja je presjekla prirodne tokove potoka i rječica koje su se sa samoborskog gorja spuštale u pokupsku ravnicu i močvarno područje Crne Mlake, prirodno je ušće Volavčice u Kupčinu bilo južnije u poplavnim šumama Domagovićki lugovi. Kod mjesta Donja Kupčina su se zajedno ulijevale u Kupu. Stari tok je vidljiv na austrougarskim kartama iz 18. i 19. stoljeća.

## Povijesni značaj
Zagrebački kaptol dao je 1711. godine na rječici Volavčici u Petrovini izgraditi papiranu, odnosno mlin za proizvodnju papira.
Radove na izgradnji mlina vodio je karlovčanin Matija Paller s trojiicom radnika.
Mlin je bio dovršen 30. lipnju 1713. o blagdanu Petrova. Proizvodnja papira na mlinu u Petrovini bila je kratkog vijeka jer su ga pobunjeni pokupski seljaci zapalili 1715. godine.

## Hidrocentrala u Domagoviću
Veliku važnost u povijesti Domagovića imao je mlin na Volavčici koji je izgrađen 1884. na mjestu gdje je prije bila drvena vodenica.
Na inicijativu zemljišne zajednice Domagovića 1923. puštena je u pogon električna centrala koja je električnom energijom napajala mlin, vršlicu te cijeli Domagović 
Dovedeni su stručnjaci iz Austrije kako bi radili na ugradnji nove Siemensove centrale 1921.
Tako je električna turbina pogonjena vodom iz Volavčice na hidrocentrali u Domagoviću proizvodila 35 kW el. energije snabdijevajući tako u ono vrijeme "strujom" ne samo Domagović, već i okolna naselja.